# Jackie Basehart
John Anthony Carmine Michael „Jackie“ Basehart (* 11. Oktober 1951 in Santa Monica, Kalifornien; † 16. Mai 2015 in Mailand) war ein US-amerikanischer Schauspieler.

## Leben
Jackie Basehart, Sohn der Schauspieler Richard Basehart und Valentina Cortese, begann 1976 (nach einem Auftritt als Teenager neben seinem Vater) in die Fußstapfen seiner Eltern zu treten und war bis zur Jahrtausendwende in knapp 20 italienischen Filmen und Fernsehinszenierungen zu sehen. Dem optisch leicht an Errol Flynn erinnernden Basehart gelang aber – auch wegen fehlender mimischer Fähigkeiten – nicht der Durchbruch zum Star. Auch war er ab Mitte der 1980er Jahre nur noch sehr gelegentlich an einer Fortsetzung seiner Karriere interessiert, die er immer schon mehr durch Exzesse abseits der Kamera gefördert hatte.

## Filmografie (Auswahl)
- 1978: Ein Haufen verwegener Hunde (Quel maledetto treno blindato)
- 1980: Die Ratte des Syndikats (Mafia, una legge che non perdona)
- 1981: Die Nahkampftruppe (Ciao Nemico)
- 1982: Giuseppe Verdi – Eine italienische Legende (Verdi)
- 1996: Die Rückkehr des Sandokan (Il Ritorno di Sandokan)
- 1999: Tee mit Mussolini (Tea With Mussolini)